# زنا
زنا به دخول آلت تناسلی مرد به اندازهٔ ختنه‌گاه در واژن زن – و نیز مقعد زن در نظر مشهور فقهی – گفته می‌شود چنانچه بدون ازدواج شرعی بوده و دارای اختیار باشند و به حکم یعنی حرمت زنا و موضوع آن آگاه باشند.
برخی برآنند که حرمت زنا در قرآن با هدف پیشگیری از بی‌سرپرست شدن فرزند – چه به سبب نامعلوم بودن پدر و چه به واسطهٔ طرد شدن فرزند به دلایلی همچون بارداری از تجاوز جنسی و خیانت همسر و نبود پیوند خونی – مقرر شده و به معنای آمیزش با مَحرَم و آمیزش اجباری با هرکَس و آمیزش با فرد همسردار و زن عدّه‌دار و روسپی است که عادتاً عِدّه را رعایت نمی‌کرد. با وجود این، در فقه اسلامی زنا تعریف گسترده‌ای داشته و طرفین در صورت عدم التزام به ۱۱ شرط قرآنی به‌علاوهٔ ۱۳ شرط فقهی ازدواج من‌جمله صرف عدم انعقاد شفاهی خطبهٔ عقد حتی چنانچه همهٔ ۲۳ شرط دیگر را مراعات کرده و بی‌همسر و راضی به دخول جنسی باشند، باز هم زناکار و مستحق صد تازیانه خواهند بود.

## دایرهٔ شمول
افزون بر افراد بالغ و عاقل، زنا از سوی نابالغ و دیوانه نیز محقق می‌شود، اما به حد زنا محکوم نمی‌شوند و صرفاً تأدیب می‌گردند. اگر یکی از طرفین زنا دارای شروط لازم تحقق زنا نباشد، زنا از سوی فقط یک طرف آن تحقق‌یافته تلقی می‌شود. غیر از تعریف یادشده کرداری مانند بوسه بر نامحرم یا خوابیدن با او هرچند در قرآن بدان‌ها اشاره نشده، اما در فقه اسلامی به رابطهٔ نامشروع مادون زنا معروف و حرام بوده و کیفر تازیانه از ۱ تا ۹۹ ضربه پیش‌بینی شده است.

## انواع زنا
- در قرآن
  - زنا با محارم (خویشان)
  - زنای به عُنفْ (تجاوز جنسی)
  - زنای مُحْصَنه (همسردار که زن در عِدّه را نیز در بر می‌گیرد)
- در فقه اسلامی
  - زنای غیرمُحْصَنه (بی‌همسر)

### زنا بامحارم
تنها کیفر اشاره‌شده در قرآن برای زنا صد تازیانه است؛ با این همه، کیفر زنای با محارم نسبی اعم از اینکه زناکار مجرد یا متأهل باشد، بنابر قول مشهور فقهی و قانون مجازات اسلامی ایران مصوب ۱۳۹۲، اعدام است، ولی مفاد بعضی از روایات این است که با شمشیر یک ضربه به گردن او بزنند و اگر زنده ماند او را در حبس نگه دارند تا بمیرد. حکم اعدام در زنا با زنانی که به واسطه شیر خوردن محرم شده‌اند (محارم رضاعی) و افرادی که به سبب ازدواج محرم شده‌اند (محارم سببی) در قانون مجازات اسلامی منعکس نشده و مشمول عمومات کیفر زناست. بدیهی‌است در زنای با محارم نیز عمومات تحقق زنا من‌جمله اختیار در زنا جاری است.

### زنای به عنف (تجاوز جنسی)
زنای به عنف به معنای آن است که دست‌کم یکی از افراد به عمل زنا راضی نباشد و او را مجبور به زنا کنند. کیفر زنای به عنف برای متجاوز اعدام است، هرچند فقهایی گفته‌اند احوط آن است که یک شمشیر به گردن او بزنند، گرچه نمیرد.

### زنای محصنه (همسردار)
در قرآن فرد کناره‌جو از آمیزش جنسی حرام اعم از اینکه مطلقاً کناره‌جو (و بی‌همسر) بوده یا همسردار باشد، مُحصَن نامیده می‌شود. با این وجود، در فقه اسلامی کسی را محصن می‌نامند که دارای همسر دائم یا برده بوده، با وی آمیزش کرده (در حد دخول از واژن) و با تفاوت‌هایی در مرد و زن دسترسی به همسر برای آمیزش داشته باشد نه اینکه به‌واسطه عواملی همچون سفر، حبس یا بیماری، همبستری منتفی باشد. البته دربارهٔ قذف (توهین جنسی با نسبت دادن زنا و لواط به کسی) فرد بی‌همسر نیز با داشتن بلوغ و خرد و آزادی (برده نبودن) و مسلمان بودن و حسب مورد زناکار یا لواط‌کار نبودن، محصن تلقی می‌شود.
در کیفر زنای محصنه در فتاوای فقها آمده است که اگر پیر باشد ابتدا یکصد تازیانه و سپس سنگسار است، و اگر جوان باشد فقط سنگسار می‌شود و بنابر احتیاط واجب تازیانه نمی‌زنند، اگر فردی که همسردار است و همسرش در اختیار اوست اما هنوز با او آمیزش جنسی نکرده، اگر زنا کند او را یکصد ضربه شلاق می‌زنند، سرش را می‌تراشند و به مدت یک سال او را از شهرش تبعید می‌کنند؛ ولی برای زن زناکار حکم تراشیدن سر و تبعید جاری نمی‌شود.

### زنای غیرمحصنه (بی‌همسر)
این مورد در فقه اسلامی آمده است و منظور از آن زنای فرد بی‌همسر است. کیفر زناکار غیرمحصنه در بار نخست یکصد تازیانه است و اگر سه مرتبه زنا کند و در هر بار حد خورده باشد، کیفر او در مرتبه چهارم اعدام است. مرد را در حالی تازیانه می‌زنند که ایستاده باشد، و نباید ضربات تازیانه بر سر و صورت و عورت او وارد شود. اگر مرد را هنگام زنا برهنه یافته‌اند، جز عورت بقیه بدن او باید برهنه باشد و اگر با جامه یافته‌اند بنابر احتیاط به هر نحو که او را یافته‌اند تازیانه خواهد خورد. زن را در حالی تازیانه می‌زنند که نشسته باشد و بدن او با لباس پوشیده باشد، و از شلاق زدن به سر و صورت او خودداری می‌کنند.

## راه‌های اثبات زنا
در اسلام به‌طور کلی سه راه برای اثبات زنا وجود دارد: اقرار زناکار و گواهی گواهان و دانش دادرس (علم قاضی).
چنانچه زنای محصنه اثبات شود آنگاه مطابق فقه اسلامی کیفر سنگسار در حق زناکار با توجه به اینکه زنای وی به‌وسیله کدامیک از راه‌های فوق ثابت شده باشد متفاوت خواهد بود:
- اقرار: زناکاری که بالغ و عاقل و آزاد است در حال اختیار و بدون ارعاب و ترس چهار مرتبه و بنابر احتیاط در چهار جلسه اعتراف کند که زنا کرده است. اگر زناکار هنگام سنگسار از گودال گریخت، دیگر او را به گودال برنمی‌گردانند، حتی بنابر احتیاط اگر یک سنگ هم به او نخورده باشد نباید او را بازگردانند.
- گواهی گواهان: اگر چهار مرد عادل، سه مرد و دو زن عادل یا دو مرد و چهار زن عادل به دیدن عمل گواهی دهند بسنده است و زنا ثابت می‌شود. اگر زنای محصنه از راه گواهی گواهان ثابت شود، آنگاه اگر هنگام سنگسار از گودال گریخت، گریز وی سودی ندارد و او را باید به گودال برگردانند و آن‌قدر سنگسار شود تا بمیرد.
- دانش دادرس: که از قرائن و امارات مانند نظریهٔ پزشکی قانونی به دست می‌آید و باید صریحاً در حکم قاضی (دادرس) یاد شود.[۸]

## آیات قرآن دربارهٔ زنا

### سورهفرقان(ترتیب نزول: ۴۲)، آیه ۶۸
﴿وَالَّذِينَ لَا يَدْعُونَ مَعَ اللَّهِ إِلَٰهًا آخَرَ وَلَا يَقْتُلُونَ النَّفْسَ الَّتِي حَرَّمَ اللَّهُ إِلَّا بِالْحَقِّ وَلَا يَزْنُونَ ۚ وَمَنْ يَفْعَلْ ذَٰلِكَ يَلْقَ أَثَامًا﴾(سورهٔ فرقان-آیهٔ ۶۸)
و کسانی که ایزد دیگری را با خدا نمی‌خوانند و انسانی را که خداوند خونش را حرام شمرده، جز به حق نمی‌کشند و زنا نمی‌کنند و هر کس چنین کند، مکافاتش را می‌یابد.

### سورهاسرا(۵۰)، آیه ۳۲
﴿وَلَا تَقْرَبُوا الزِّنَا ۖ إِنَّهُ كَانَ فَاحِشَةً وَسَاءَ سَبِيلًا﴾(سورهٔ اسراء-آیهٔ ۳۲)
و نزدیک زنا نشوید که کار زشت و بد راهی است.

### سورهممتحنه(۹۱)، آیه ۱۲
﴿يَا أَيُّهَا النَّبِيُّ إِذَا جَاءَكَ الْمُؤْمِنَاتُ يُبَايِعْنَكَ عَلَىٰ أَنْ لَا يُشْرِكْنَ بِاللَّهِ شَيْئًا وَلَا يَسْرِقْنَ وَلَا يَزْنِينَ وَلَا يَقْتُلْنَ أَوْلَادَهُنَّ وَلَا يَأْتِينَ بِبُهْتَانٍ يَفْتَرِينَهُ بَيْنَ أَيْدِيهِنَّ وَأَرْجُلِهِنَّ وَلَا يَعْصِينَكَ فِي مَعْرُوفٍ ۙ فَبَايِعْهُنَّ وَاسْتَغْفِرْ لَهُنَّ اللَّهَ ۖ إِنَّ اللَّهَ غَفُورٌ رَحِيمٌ﴾(سورهٔ ممتحنة-آیهٔ ۱۲)
ای پیامبر آنگاه که زنان مؤمن نزدت می‌آیند تا با تو – بر اینکه با خدا چیزی را انباز نگیرند و دزدی نکنند و زنا نکنند و فرزندانشان را نکُشند و فرزند حاصل از زنا با دیگران را به شوهرشان نسبت ندهند و در کار پسندیده نافرمانی نکنند – بیعت کنند؛ پس با آن زنان بیعت کن و برایشان آمرزش بخواه که به‌راستی خدا آمرزندهٔ مهربان است.

### سورهنسا(۹۲)، آیات ۱۵-۱۶-۲۲-۲۴-۲۵
﴿وَاللَّاتِي يَأْتِينَ الْفَاحِشَةَ مِنْ نِسَائِكُمْ فَاسْتَشْهِدُوا عَلَيْهِنَّ أَرْبَعَةً مِنْكُمْ ۖ فَإِنْ شَهِدُوا فَأَمْسِكُوهُنَّ فِي الْبُيُوتِ حَتَّىٰ يَتَوَفَّاهُنَّ الْمَوْتُ أَوْ يَجْعَلَ اللَّهُ لَهُنَّ سَبِيلًا﴾(سورهٔ نساء-آیهٔ ۱۵)
و آن‌هایی از زنان شما که فحشایی آرند، چهار تَن از خودتان را بر آنان گواه بگیرید، پس اگر گواهی دادند، آنان را در خانه‌ها نگه دارید تا مرگشان فرا رسد یا خدا برایشان راهی قرار دهد. (۱۵)
﴿وَاللَّذَانِ يَأْتِيَانِهَا مِنْكُمْ فَآذُوهُمَا ۖ فَإِنْ تَابَا وَأَصْلَحَا فَأَعْرِضُوا عَنْهُمَا ۗ إِنَّ اللَّهَ كَانَ تَوَّابًا رَحِيمًا﴾(سورهٔ نساء-آیهٔ ۱۶)
و آن دو مرد از شما که آن [فحشایی] آرند، آزارشان کنید، پس اگر توبه کردند و به شایستگی آمدند، بگذرید از ایشان، همانا خدا بسی توبه‌پذیرندهٔ مهربان است. (۱۶)
﴿وَلَا تَنْكِحُوا مَا نَكَحَ آبَاؤُكُمْ مِنَ النِّسَاءِ إِلَّا مَا قَدْ سَلَفَ ۚ إِنَّهُ كَانَ فَاحِشَةً وَمَقْتًا وَسَاءَ سَبِيلًا﴾(سورهٔ نساء-آیهٔ ۲۲)
و با زنانی که پدرانتان نکاح کرده‌اند نکاح مکنید مگر آنچه پیش‌تر رخ داده است زیرا که آن فحشا و [مایهٔ] دشمنی و راهی بد است.
﴿وَالْمُحْصَنَاتُ مِنَ النِّسَاءِ إِلَّا مَا مَلَكَتْ أَيْمَانُكُمْ ۖ كِتَابَ اللَّهِ عَلَيْكُمْ ۚ وَأُحِلَّ لَكُمْ مَا وَرَاءَ ذَٰلِكُمْ أَنْ تَبْتَغُوا بِأَمْوَالِكُمْ مُحْصِنِينَ غَيْرَ مُسَافِحِينَ ۚ فَمَا اسْتَمْتَعْتُمْ بِهِ مِنْهُنَّ فَآتُوهُنَّ أُجُورَهُنَّ فَرِيضَةً ۚ وَلَا جُنَاحَ عَلَيْكُمْ فِيمَا تَرَاضَيْتُمْ بِهِ مِنْ بَعْدِ الْفَرِيضَةِ ۚ إِنَّ اللَّهَ كَانَ عَلِيمًا حَكِيمًا﴾(سورهٔ نساء-آیهٔ ۲۴)
و زنان کناره‌جوی شوهردار مگر آنچه دست‌هایتان دارا شد (برده یا زیردست) [نیز برای شما حرام است.] دستور خداست بر شما و غیر از این [زنان نام‌برده] برای شما حلال است که [زنان دیگر را] با دارایی خود بخواهید چنانچه کناره‌جو باشید و بدکار نباشید. و زنانی را که از آنان بهره‌مند شده‌اید اجرت‌هایشان (مهریه) را فریضه است که به آنان بدهید و بر شما گناهی نیست که پس از [تعیین اجرتِ] فریضه با یکدیگر [بر کاهش یا افزایش آن] توافق کنید. بی‌گمان خداوند دانای سنجیده‌کار است.
﴿وَمَنْ لَمْ يَسْتَطِعْ مِنْكُمْ طَوْلًا أَنْ يَنْكِحَ الْمُحْصَنَاتِ الْمُؤْمِنَاتِ فَمِنْ مَا مَلَكَتْ أَيْمَانُكُمْ مِنْ فَتَيَاتِكُمُ الْمُؤْمِنَاتِ ۚ وَاللَّهُ أَعْلَمُ بِإِيمَانِكُمْ ۚ بَعْضُكُمْ مِنْ بَعْضٍ ۚ فَانْكِحُوهُنَّ بِإِذْنِ أَهْلِهِنَّ وَآتُوهُنَّ أُجُورَهُنَّ بِالْمَعْرُوفِ مُحْصَنَاتٍ غَيْرَ مُسَافِحَاتٍ وَلَا مُتَّخِذَاتِ أَخْدَانٍ ۚ فَإِذَا أُحْصِنَّ فَإِنْ أَتَيْنَ بِفَاحِشَةٍ فَعَلَيْهِنَّ نِصْفُ مَا عَلَى الْمُحْصَنَاتِ مِنَ الْعَذَابِ ۚ ذَٰلِكَ لِمَنْ خَشِيَ الْعَنَتَ مِنْكُمْ ۚ وَأَنْ تَصْبِرُوا خَيْرٌ لَكُمْ ۗ وَاللَّهُ غَفُورٌ رَحِيمٌ﴾(سورهٔ نساء-آیهٔ ۲۵)
و هر کس از شما توانایی فراخی ندارد تا با زنانِ مُحصَن (کناره‌جو) و مؤمن نکاح کند پس از آنچه دست‌هایتان دارا شد از جوانانِ [کنیزِ] مؤمن [نکاح کند] و خدا به ایمانِ یکایک شما داناتر است. پس نکاح کنید آن زنان را با اذنِ خانوادهٔ آن‌ها و اجرت‌های (مهریه) آن زنان را به پسندیدگی بدهید در حالی که از بدکاران و گیرندگانِ دوستانِ پنهان (نکاح مخادنه) نباشند. پس هنگامی که [کنیزان] کناره‌جوی شوهردار شدند اگر فحشایی انجام دهند، بر ایشان است نیمی از کیفر آنچه بر زنان کناره‌جوی [آزاد] است. این [نکاح با کنیزان] برای کسی از شماست که از آزردگی [بی‌هم‌بالینی] بیم داشته باشد و اگر شکیبایی کنید برایتان بهتر است و خدا آمرزندهٔ مهربان است.

### سورهنور(۱۰۳)، آیات ۲-۳-۴-۶[۱۳]
﴿الزَّانِيَةُ وَالزَّانِي فَاجْلِدُوا كُلَّ وَاحِدٍ مِنْهُمَا مِائَةَ جَلْدَةٍ ۖ وَلَا تَأْخُذْكُمْ بِهِمَا رَأْفَةٌ فِي دِينِ اللَّهِ إِنْ كُنْتُمْ تُؤْمِنُونَ بِاللَّهِ وَالْيَوْمِ الْآخِرِ ۖ وَلْيَشْهَدْ عَذَابَهُمَا طَائِفَةٌ مِنَ الْمُؤْمِنِينَ﴾(سورهٔ نور-آیهٔ ۲)
هر یک از زن و مرد زناکار را صد تازیانه بزنید؛ و نباید رأفت در دین خدا نسبت به آن دو شما را بازدارد – اگر که به خدا و روز بازپسین ایمان آوردید. و باید گروهی از مؤمنان بر کیفر آن دو گواه باشند.
﴿الزَّانِي لَا يَنْكِحُ إِلَّا زَانِيَةً أَوْ مُشْرِكَةً وَالزَّانِيَةُ لَا يَنْكِحُهَا إِلَّا زَانٍ أَوْ مُشْرِكٌ ۚ وَحُرِّمَ ذَٰلِكَ عَلَى الْمُؤْمِنِينَ﴾(سورهٔ نور-آیهٔ ۳)
مردِ زناکار نکاح نمی‌کند جز آن زنِ زناکار یا زنِ مشرک را. و آن زنِ زناکار نکاح نمی‌کند او را مگر مردِ زناکار یا مردِ مشرک. و آن بر مؤمنان حرام شده است.
﴿وَالَّذِينَ يَرْمُونَ الْمُحْصَنَاتِ ثُمَّ لَمْ يَأْتُوا بِأَرْبَعَةِ شُهَدَاءَ فَاجْلِدُوهُمْ ثَمَانِينَ جَلْدَةً وَلَا تَقْبَلُوا لَهُمْ شَهَادَةً أَبَدًا ۚ وَأُولَٰئِكَ هُمُ الْفَاسِقُونَ﴾(سورهٔ نور-آیهٔ ۴)
و آنان که نسبت [زنا] به زنان مُحصَن (کناره‌جو) دهند و چهار گواه نیاوردند، پس آنها را هشتاد تازیانه بزنید و هرگز گواهی از آنها نپذیرید چرا که آنها گروه فاسقانند.
﴿وَالَّذِينَ يَرْمُونَ أَزْوَاجَهُمْ وَلَمْ يَكُنْ لَهُمْ شُهَدَاءُ إِلَّا أَنْفُسُهُمْ فَشَهَادَةُ أَحَدِهِمْ أَرْبَعُ شَهَادَاتٍ بِاللَّهِ ۙ إِنَّهُ لَمِنَ الصَّادِقِينَ﴾(سورهٔ نور-آیهٔ ۶)
و مردانی که به زنان خویش نسبت  [زنا] دهند و آنان را گواهانی نباشد مگر خودشان، پس گواهی یکی از آنان چهار بار گواهی همراه با سوگند به خداست که [سوگند یاد کند:] هرآینه از راستگویان است.

### سورهمائده(۱۱۳)، آیه ۵
﴿الْيَوْمَ أُحِلَّ لَكُمُ الطَّيِّبَاتُ ۖ وَطَعَامُ الَّذِينَ أُوتُوا الْكِتَابَ حِلٌّ لَكُمْ وَطَعَامُكُمْ حِلٌّ لَهُمْ ۖ وَالْمُحْصَنَاتُ مِنَ الْمُؤْمِنَاتِ وَالْمُحْصَنَاتُ مِنَ الَّذِينَ أُوتُوا الْكِتَابَ مِنْ قَبْلِكُمْ إِذَا آتَيْتُمُوهُنَّ أُجُورَهُنَّ مُحْصِنِينَ غَيْرَ مُسَافِحِينَ وَلَا مُتَّخِذِي أَخْدَانٍ ۗ وَمَنْ يَكْفُرْ بِالْإِيمَانِ فَقَدْ حَبِطَ عَمَلُهُ وَهُوَ فِي الْآخِرَةِ مِنَ الْخَاسِرِينَ﴾(سورهٔ مائده-آیهٔ ۵)
امروز برایتان پاکیزه‌سرشت‌ها و خوراکیِ کسانی که به آنان کتاب داده شد [زرتشتی و یهودی و مسیحی] حلال گشت. برایتان حلال است و نیز خوراکی شما برای آنان حلال است و نیز زنان مُحصَن (کناره‌جو) از زنان مؤمن و زنان کناره‌جو از کسانی که پیش از شما به آنان کتاب داده شد [بر شما حلال است به شرطی که] اجرت‌هایشان (مهریه) را بدهید و کناره‌جویان باشید نه بدکاران و نه گیرندهٔ دوستانِ پنهان (نکاح مُخادنه)…

## یادداشت
1. ↑  ناآگاهی از موضوع مانند اینکه مردی با خواهر دوقلوی همسر خود آمیزش کند به تصور اینکه همسرش است. در این حالت مرد به دلیل ناآگاهی از موضوع، مرتکب زنا نشده اما خواهر دوقلو به‌واسطهٔ آگاهی‌اش زناکار خواهد بود.
2. ↑  لعان چنین تحقق می‌یابد: اگر در ازدواج دائم، شوهر، زن خود را به زنا متهم کند و گواهانی بر ادعای خود نداشته باشد، برای رهایی از حد قذف (هشتاد تازیانه) می‌تواند با پنج بار سوگند، زن خود را لعان کند؛ پس از آن زن نیز با پنج سوگند، از خود دفاع کند. به سبب این حکم، حد قذف از شوهر و حد زنا از زن برداشته شده و زن و شوهر، ضمن جدایی از یکدیگر تا پایان عمر بر همدیگر حرام می‌شوند. در این باره، قرآن با وجود توضیح لعان به حرمت ابدی حتی در ازدواج دائم اشاره نکرده است.[۱۴][۱۵]